# Eurovea Tower
La Eurovea Tower es un rascacielos residencial situado en Bratislava. El edificio fue inaugurado en 2023 y tiene una altura de 168 metros de altura, con 46 pisos. Es el edificio más alto de Eslovaquia y el primer rascacielos de más de 150 metros de altura construido en el país. Forma parte de la segunda fase del proyecto Eurovea City y alberga 389 apartamentos. Se encuentra en la calle Pribinová, donde se encuentran otros edificios de gran altura en construcción o planificados.

## Galería

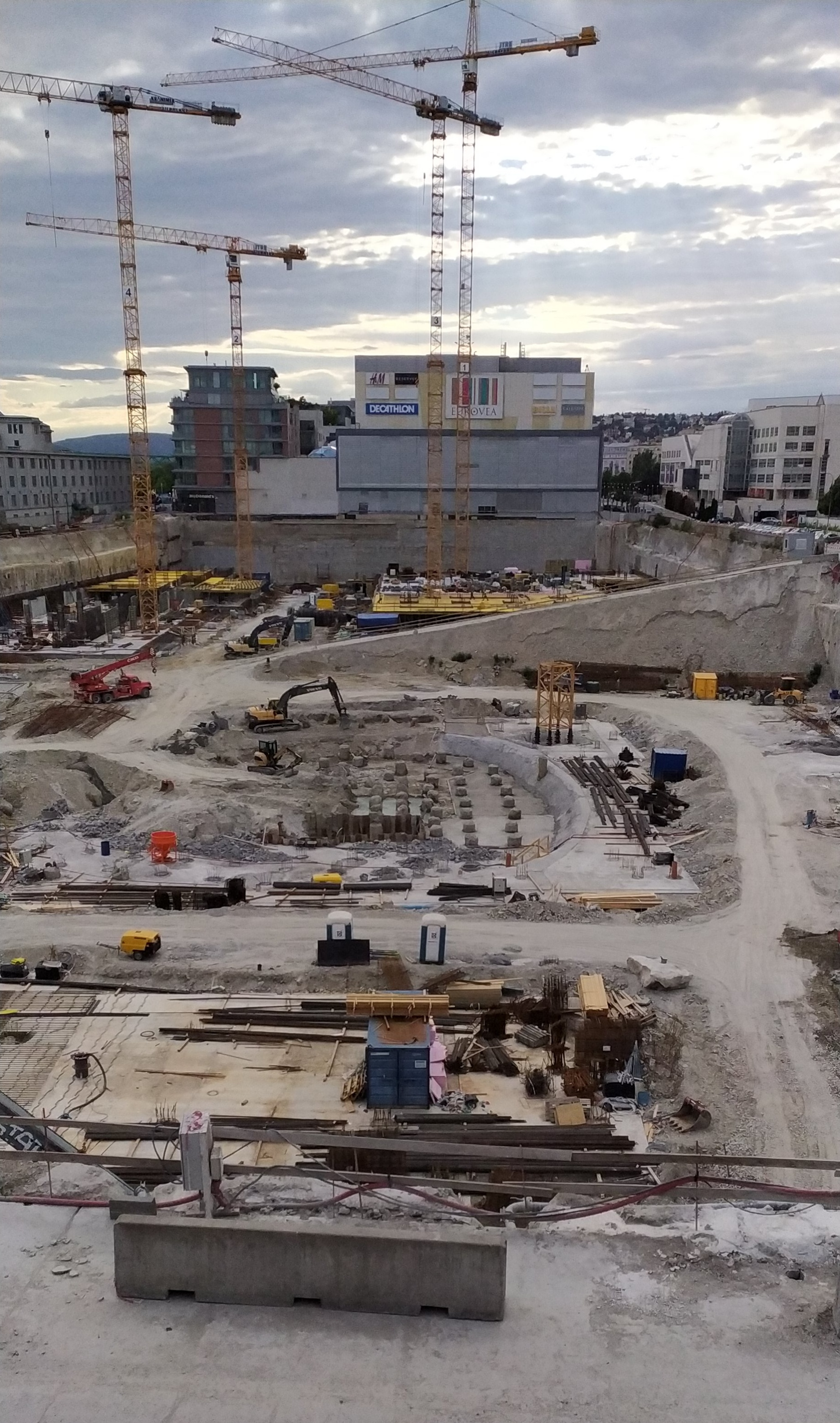
Estado de la construcción del rascacielos en 2020.
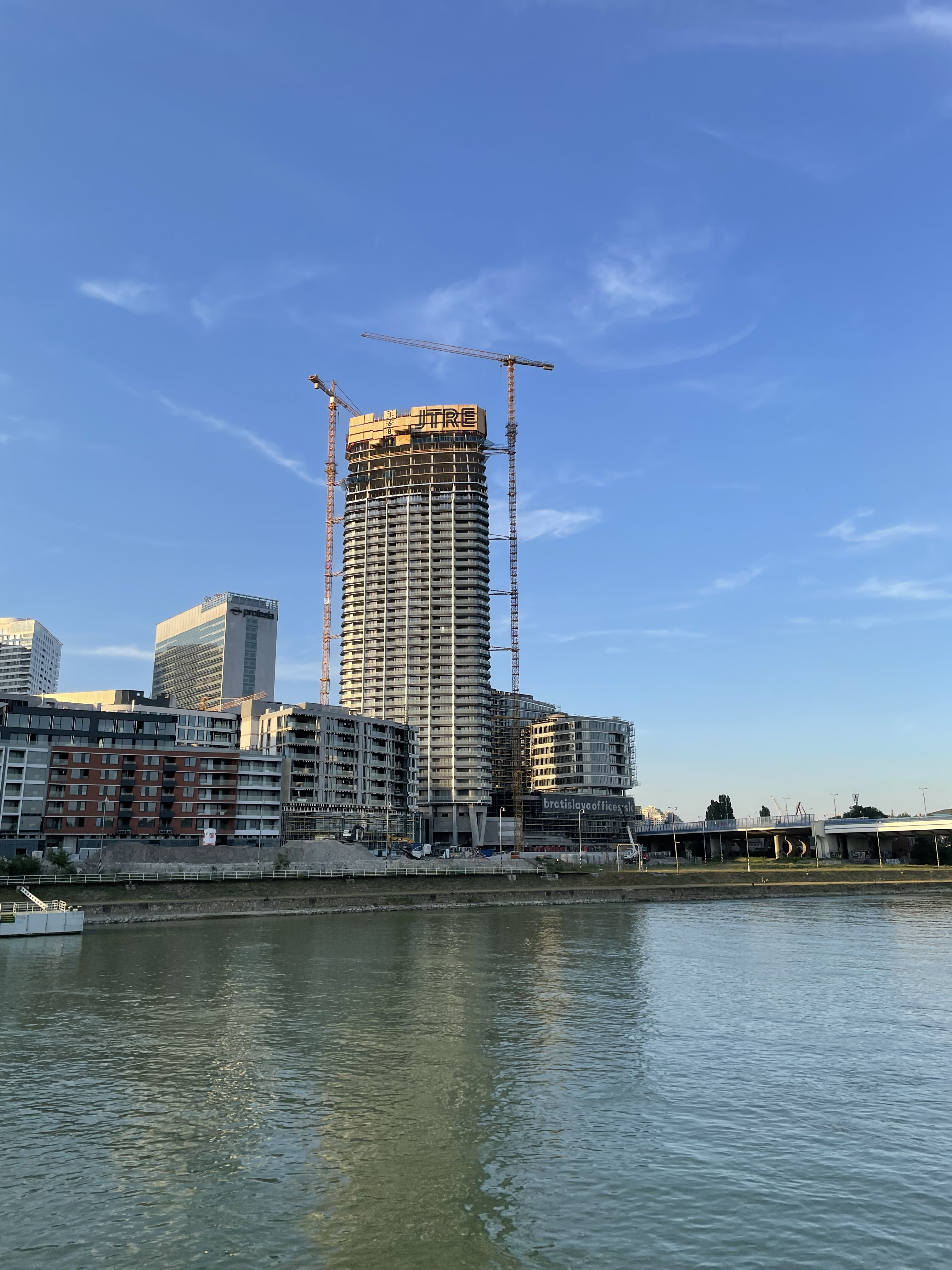
Construcción de la torre en 2022.
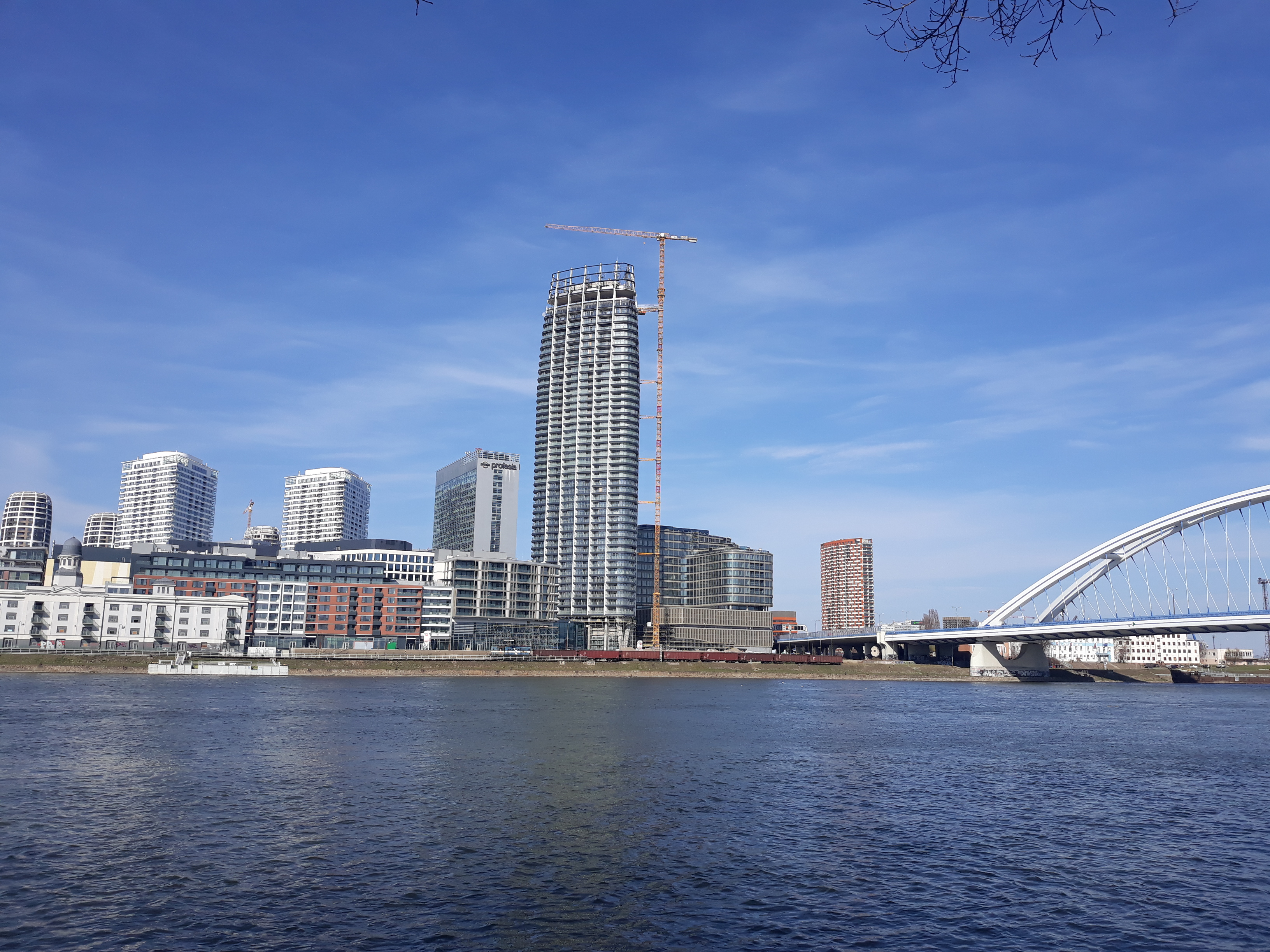
Construcción de la torre en 2023.